# Rally Velenje
Rally Velenje je avtomobilistična dirka, ki poteka v Velenju ter njegovi okolici od leta 1984 pod taktirko AMTK Velenje. S štirimi zmagami je Brane Küzmič najuspešnejši dirkač na tej dirki. Najbolj znana hitrostna preizkušnja na rallyju pa je Vinska gora ki vedno privabi veliko število gledalcev in je že velikokrat odločala o zmagovalcu rallyja.
Na rallyju Velenje je leta 2003 Mitja Klemenčič z Mitsubishi Lancer EVO5 zmagal pred Milanom Bubničem Lancia Delta HF Integrale za eno samo sekundo, kar je tudi najmanjša razlika med prvo in drugo uvrščenim na rallyjih za državno prvenstvo.

## Zmagovalci
| Leto | Dirkač             | Sovoznik          | Dirkalnik                 |
| ---- | ------------------ | ----------------- | ------------------------- |
| 1984 | Brane Küzmič       | Rudi Šali         | Renault 5 Turbo           |
| 1985 | Romana Zrnec       | Suzana Bagari     | Renault 11 Turbo          |
| 1986 | Vojko Podobnik     | Vojko Hočevar     | Porsche 911 SC            |
| 1987 | Brane Küzmič       | Rudi Šali         | Renault 5 Turbo           |
| 1988 | Brane Küzmič       | Rudi Šali         | Renault 5 Turbo           |
| 1989 | Brane Küzmič       | Rudi Šali         | Renault 5 Turbo           |
| 1990 | /                  | /                 | /                         |
| 1991 | Silvan Lulik       | Matjaž Mihelčič   | Ford Sierra Cosworth      |
| 1992 | Goran Popovič      | Goran Vragovič    | Lancia Delta HF Integrale |
| 1993 | Tomaž Jemc         | Vilma Repe        | Mazda 323 GT-R            |
| 1994 | Stanislav Chovanec | Henrich Kurus     | Ford Escort RS Cosworth   |
| 1995 | Darko Peljhan      | Miran Kacin       | VW Golf Rallye G60        |
| 1996 | Tomaž Jemc         | Franci Bricelj    | Mazda 323 GTR             |
| 1997 | Vojko Podobnik     | Matjaž Praznik    | Proton Wira 4WD turbo     |
| 1998 | Janusz Kulig       | Emil Horniaček    | Toyota Celica GT Four     |
| 1999 | Boris Popovič      | Miro Vene         | Subaru Impreza WRX        |
| 2000 | Andrej Jereb       | Metod Kurent      | Seat Ibiza GTI Kit Car    |
| 2001 | Andrej Jereb       | Metod Kurent      | Seat Ibiza GTI Kit Car    |
| 2002 | Tomaž Jemc         | Matjaž Korošak    | Ford Escort WRC           |
| 2003 | Mitja Klemenčič    | Jernej Korpar     | MItsubishi Lancer EVO5    |
| 2004 | Darko Peljhan      | Igor Kacin        | MItsubishi Lancer EVO8    |
| 2005 | Andrej Jereb       | Miran Kacin       | Subaru impreza N11        |
| 2006 | /                  | /                 | /                         |
| 2007 | /                  | /                 | /                         |
| 2008 | Tomaž Kaučič       | Peter Zorenč      | Mitsubishi Lancer EVO9    |
| 2009 | Darko Peljhan      | Igor Kacin        | Mitsubishi Lancer EVO9    |
| 2010 | Aleks Humar        | Darko Lah         | Subaru impreza N14        |
| 2011 | Piero Longhi       | Luigi Pirollo     | Škoda Fabia S2000         |
| 2012 | Aleks Humar        | Florjan Rus       | Škoda Fabia S2000         |
| 2013 | Aleks Humar        | Florjan Rus       | Renault Clio R3           |
| 2014 | Manuel Koessler    | Benedikt Hofmann  | Subaru Impreza R4         |
| 2015 | Rok Turk           | Blanka Kacin      | Peugeot 208 T16           |
| 2016 | Juraj Šebalj       | Maja Sabolj       | Mitshubishi Lancer EVO IX |
| 2017 | Rok Turk           | Blanka Kacin      | Peugeot 208 T16           |
| 2018 | Rok Turk           | Blanka Kacin      | Peugeot 208 T16           |
| 2019 | Boštjan Avbelj     | Damijan Andrejka  | Škoda Fabia R5            |
| 2020 | Hadik Andras       | Kertesz Krisztian | Ford Fiesta R5            |
| 2021 | Dominik Dinkel     | Pirmin Winklhofer | Ford Fiesta Rally 2       |